# Nematalosa flyensis
Nematalosa flyensis és una espècie de peix pertanyent a la família dels clupeids.

## Descripció
- Pot arribar a fer 22,2 cm de llargària màxima.
- 13-14 radis tous a l'aleta dorsal i 17-26 a l'anal.[4][5]

## Hàbitat
És un peix d'aigua dolça, pelàgic i de clima tropical (4°S-7°S).

## Distribució geogràfica
És un endemisme de Papua Nova Guinea: els rius Fly i Strickland.

## Observacions
És inofensiu per als humans.